# Хайрюзовая (приток Чатылькы)
Хайрюзовая — река в России, протекает по территории Красноярского края. Устье реки находится в 26 км по левому берегу реки Чатылькы. Длина реки составляет 15 км.

## Данные водного реестра
По данным государственного водного реестра России относится к Нижнеобскому бассейновому округу, водохозяйственный участок реки — Таз. Речной бассейн реки — Таз.
Код объекта в государственном водном реестре — 15050000112115300069008.